# رزهای سرخ
رزهای سرخ (به انگلیسی: Roses Are Red) نام ترانه‌ای استودیویی اثر گروه آکوا که در سال ۱۹۹۶ خوانده شده‌است.